# بيلوفار
بيلوفار مدينة في وسط كرواتيا والمركز الإداري لمقاطعة بيلوفار-بيلوغورا. خلال تعداد عام 2001 كان سكانها 41869 نسمة، منهم 90,51٪ من الكروات. لا يعود تاريخ بييلوفار إلى العصور الوسطى لكرواتيا؛ لكنها ذكرت لأول مرة عام 1413 واكتسبت أهمية فقط عندما تم بناء حصن جديد فييها عام 1756، في قيادة ماريا تيريزا إمبراطورة هابسبورغ. وكان الدور الأولي للمدينة الدفاع عن وسط كرواتيا ضد الغزو العثماني.
ولم تكن هذه المدينة ذات أهمية واضحة حتى إعلانها كمدينة مملكة من قبل الحاكم إيفان مازورانيتش في عام 1874.

## المناخ
يظهر الجدول التالي التغييرات المناخية على مدار السنة لبيلوفار:
| البيانات المناخية لـبيلوفار                              | البيانات المناخية لـبيلوفار | البيانات المناخية لـبيلوفار | البيانات المناخية لـبيلوفار | البيانات المناخية لـبيلوفار | البيانات المناخية لـبيلوفار | البيانات المناخية لـبيلوفار | البيانات المناخية لـبيلوفار | البيانات المناخية لـبيلوفار | البيانات المناخية لـبيلوفار | البيانات المناخية لـبيلوفار | البيانات المناخية لـبيلوفار | البيانات المناخية لـبيلوفار | البيانات المناخية لـبيلوفار |
| الشهر                                                    | يناير                       | فبراير                      | مارس                        | أبريل                       | مايو                        | يونيو                       | يوليو                       | أغسطس                       | سبتمبر                      | أكتوبر                      | نوفمبر                      | ديسمبر                      | المعدل السنوي               |
| -------------------------------------------------------- | --------------------------- | --------------------------- | --------------------------- | --------------------------- | --------------------------- | --------------------------- | --------------------------- | --------------------------- | --------------------------- | --------------------------- | --------------------------- | --------------------------- | --------------------------- |
| الدرجة القصوى °م (°ف)                                    | 17.8 (64.0)                 | 21.3 (70.3)                 | 27.4 (81.3)                 | 30.3 (86.5)                 | 34.1 (93.4)                 | 36.7 (98.1)                 | 38.5 (101.3)                | 38.5 (101.3)                | 33.7 (92.7)                 | 28.2 (82.8)                 | 25.4 (77.7)                 | 22.5 (72.5)                 | 38.5 (101.3)                |
| المتوسط اليومي °م (°ف)                                   | −0.3 (31.5)                 | 1.9 (35.4)                  | 6.3 (43.3)                  | 11.3 (52.3)                 | 16.0 (60.8)                 | 19.5 (67.1)                 | 21.2 (70.2)                 | 20.4 (68.7)                 | 16.0 (60.8)                 | 10.7 (51.3)                 | 5.7 (42.3)                  | 1.2 (34.2)                  | 10.8 (51.5)                 |
| أدنى درجة حرارة °م (°ف)                                  | −26.7 (−16.1)               | −24.9 (−12.8)               | −20.5 (−4.9)                | −6.8 (19.8)                 | −3.4 (25.9)                 | 0.7 (33.3)                  | 5.3 (41.5)                  | 2.8 (37.0)                  | −2.0 (28.4)                 | −7.2 (19.0)                 | −16.4 (2.5)                 | −20.7 (−5.3)                | −26.7 (−16.1)               |
| الهطول مم (إنش)                                          | 48.5 (1.91)                 | 47.1 (1.85)                 | 48.4 (1.91)                 | 58.6 (2.31)                 | 78.2 (3.08)                 | 88.7 (3.49)                 | 75.4 (2.97)                 | 78.1 (3.07)                 | 79.6 (3.13)                 | 64.8 (2.55)                 | 80.2 (3.16)                 | 62.6 (2.46)                 | 810.2 (31.89)               |
| متوسط الأيام الممطرة                                     | 7                           | 7                           | 9                           | 12                          | 13                          | 12                          | 11                          | 9                           | 10                          | 10                          | 11                          | 9                           | 120                         |
| متوسط الأيام المثلجة                                     | 6                           | 5                           | 4                           | 1                           | 0                           | 0                           | 0                           | 0                           | 0                           | 0                           | 2                           | 5                           | 23                          |
| ساعات سطوع الشمس الشهرية                                 | 59.8                        | 89.8                        | 147.6                       | 183.2                       | 233.7                       | 248.8                       | 274.8                       | 259.5                       | 188.0                       | 135.8                       | 70.9                        | 46.5                        | 1٬938٫4                     |
| المصدر: Croatian Meteorological and Hydrological Service |                             |                             |                             |                             |                             |                             |                             |                             |                             |                             |                             |                             |                             |

## توأمة
لبيلوفار اتفاقيات توأمة مع كل من:
- إيموتسكي
- Novalja [الإنجليزية]‏
- باكراتش
- Tapolca [الإنجليزية]‏

## أعلام
- ماركو ميسيتش
- ميركو باشيك
- بوجان نافوجيك
- زوران ماميتش
- لوكا شبتيتش
- ألبين فيدوفيتش